# Liste des maires de Figeac
Cet article dresse une liste par ordre de mandat des maires de Figeac.

## Liste des maires

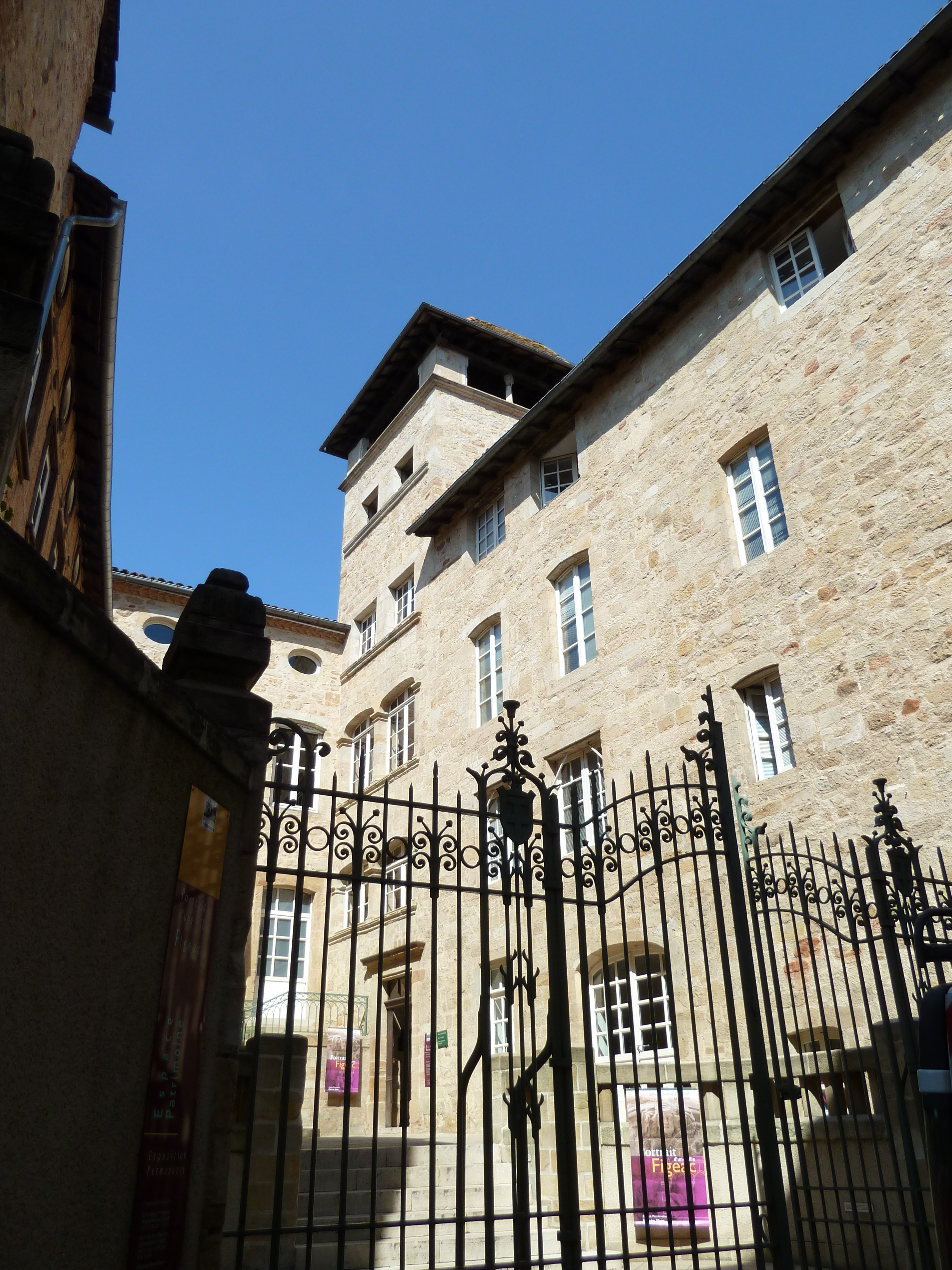
L'hôtel de ville de Figeac.

| Période                                  | Période          | Identité                           | Étiquette           | Qualité |
| ---------------------------------------- | ---------------- | ---------------------------------- | ------------------- | --- |
| Les données manquantes sont à compléter. |                  |                                    |                     | |
| 1776                                     |                  | M. Niel                            |                     | |
| 1780                                     | 1783             | Augustin Guary                     |                     | |
| 1783                                     |                  | Antoine Lagane                     |                     | |
| 1790                                     |                  | Jean-Baptiste Cayla                |                     | |
| décembre 1790                            |                  | M. Soulhol                         |                     | |
| 1792                                     |                  | M. Lestange                        |                     | |
| 1793                                     |                  | M. Liauzun                         |                     | |
| février 1795                             |                  | Pierre Paul Delzhens               |                     | |
| avril 1800                               |                  | Pierre Maleville                   |                     | |
| juin 1800                                |                  | Guillaume-Joseph Boutaric          |                     | |
| février 1803                             |                  | M. d'Arnaldy d'Estroa              |                     | |
| août 1808                                |                  | Jean-Joseph Auguste de Colomb,     |                     | |
| mars 1816                                |                  | M. de Lentillac                    |                     | Marquis |
| février 1817                             |                  | M. Jausions                        |                     | |
| novembre 1825                            |                  | Baptiste Francoal                  |                     | |
| octobre 1829                             |                  | Vincent Delpuech                   |                     | |
| octobre 1832                             | mai 1847         | Louis Sirieys                      |                     | Notaire, Chevalier de la Légion d'Honneur. Conseiller général pour Figeac Est |
| 1847                                     | 1847             | Pierre Teulié                      |                     | |
| mai 1847                                 |                  | Alexis Auguste Lacan               |                     | |
| juin 1848                                |                  | M. Cabrianiat                      |                     | |
| février 1851                             |                  | M. Guary                           |                     | |
| août 1852                                | 6 septembre 1870 | Jean Baptiste Maurice Eugène Guary |                     | Récipiendaire de la Légion d'honneur, démission et nomination de 5 membres dans une commission municipale |
| 6 septembre 1870                         |                  | M. Cipière                         |                     | Président de la commission municipale en attendant les élections |
| 18 mai 1871                              |                  | Louis Theilard                     | Républicain         | Avocat Député |
| 14 août 1877                             |                  | M. de Fleurans                     |                     | Dissolution du conseil municipal par décret présidentiel, de Fleurans, colonel en retraite faisant fonction de maire |
| 16 janvier 1878                          |                  | Louis Theilard                     | Républicain         | Avocat Député |
| septembre 1878                           |                  | M. Galtié                          |                     | |
| novembre 1881                            |                  | Louis Theilard                     | Républicain         | Avocat Député |
| 29 avril 1883                            | 27 novembre 1904 | Louis Vival                        | Républicain radical | Député |
| 27 novembre 1904                         | 31 août 1931     | Fernand Pezet                      |                     | mobilisé en 1914, intérim assuré par Lucien Cavalié 1er adjoint qui démissionne le 27 mai 1919, Pezet reprend alors ses fonctions jusqu'à sa mort |
| 12 septembre 1931                        | 21 février 1942  | Joseph Loubet                      | Gauche démocratique | Avoué Sénateur (1909-1941), maire jusqu'à sa mort |
| 23 mars 1942                             | août 1944        | Jules Delclaux de Peret            |                     | Médecin |
| 28 août 1944                             | 26 octobre 1947  | André Despoux                      | PCF                 | |
| 26 octobre 1947                          | 6 septembre 1974 | Georges Juskiewenski               | SFIO puis RD        | Médecin Résistant Député (1956-1967) |
| 13 octobre 1974                          | 20 mars 1977     | Bernard Fontanges                  | PS                  | Directeur de la Caisse d'épargne de Figeac |
| 20 mars 1977                             | mars 2001,       | Martin Malvy                       | PS                  | Président de la CC Figeac-Communauté Président de la CC Grand-Figeac Président de la CC Grand-Figeac - Haut-Ségala - Balaguier d'Olt Conseiller général du Canton de Vayrac (1970-2001) Député Secrétaire d'État Ministre Président du conseil régional de Midi-Pyrénées (1998-2015) |
| 18 mars 2001                             | 5 avril 2014     | Nicole Paulo                       | PS                  | Conseillère générale Chevalier de la Légion d'honneur Officier de l'ordre national du Mérite |
| 5 avril 2014                             | en cours         | André Mellinger,                   | PS                  | 1er vice-président de la CC Grand-Figeac 1er vice-président de la CC Grand-Figeac - Haut-Ségala - Balaguier d'Olt Conseiller général Conseiller départemental |